# Rhizom

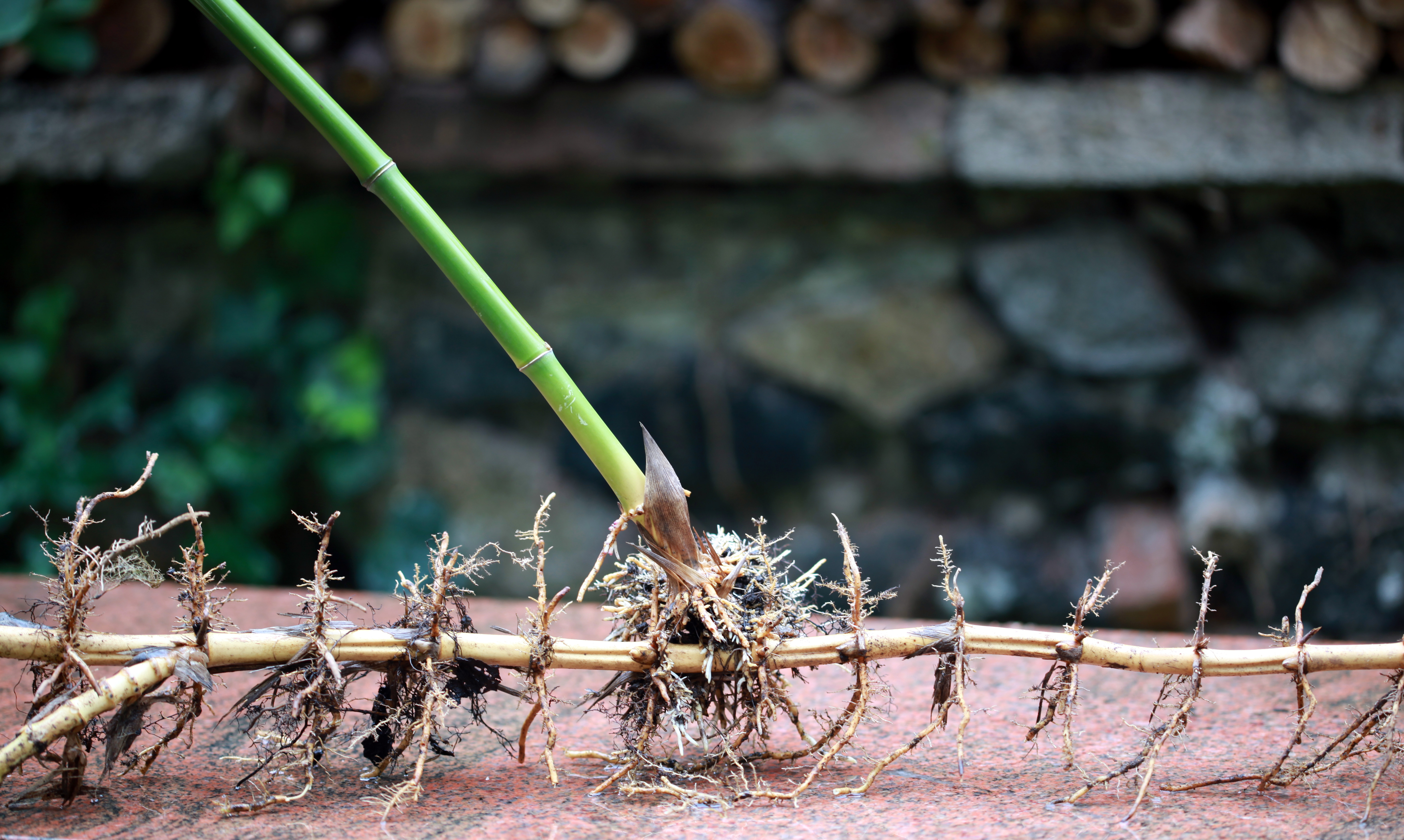
Das Rhizom (mit Halm) der Bambusart Phyllostachys reticulata

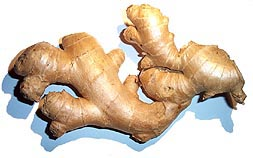
Ingwerrhizom

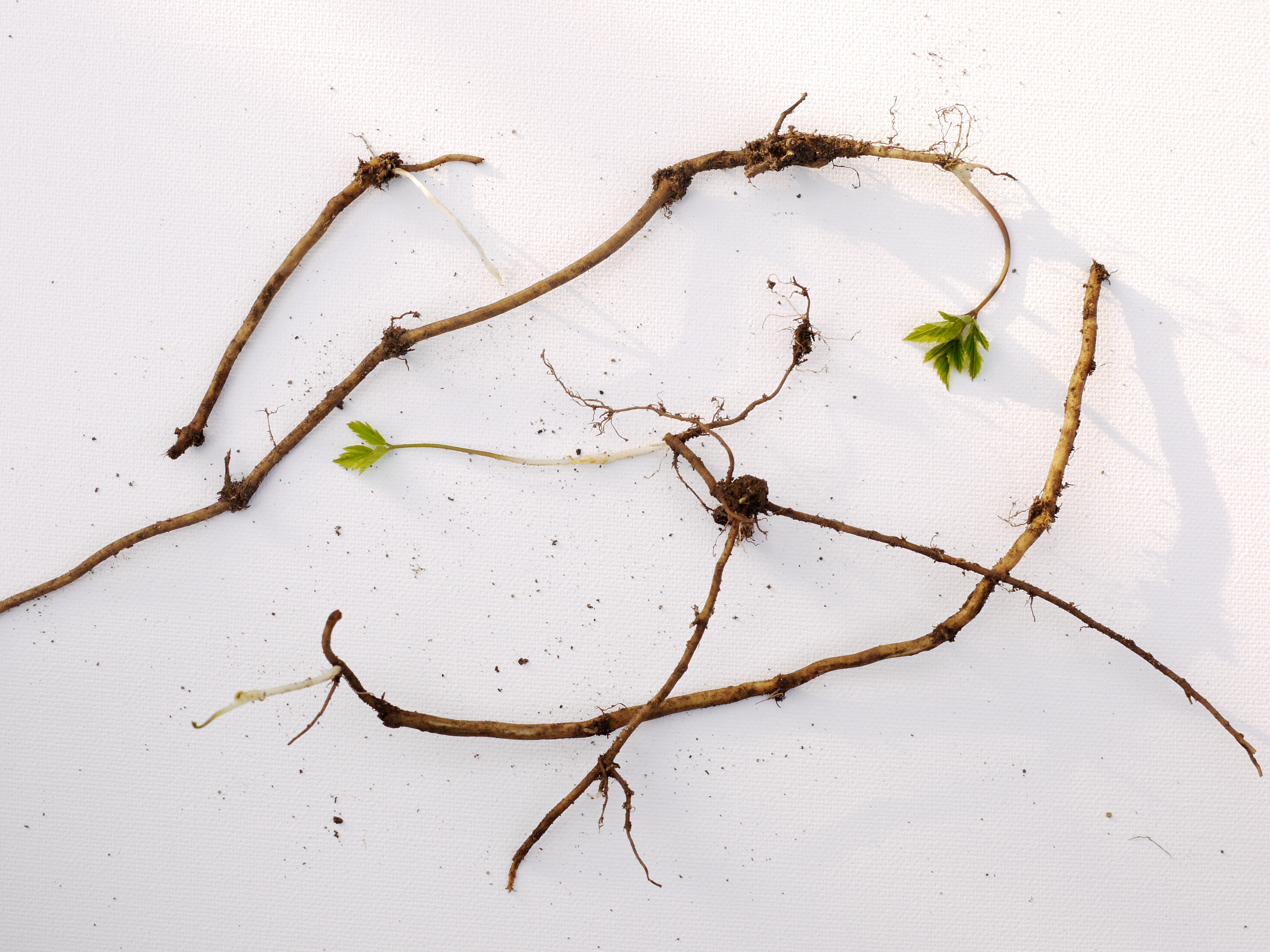
Rhizome des Gierschs mit Neuaustrieben

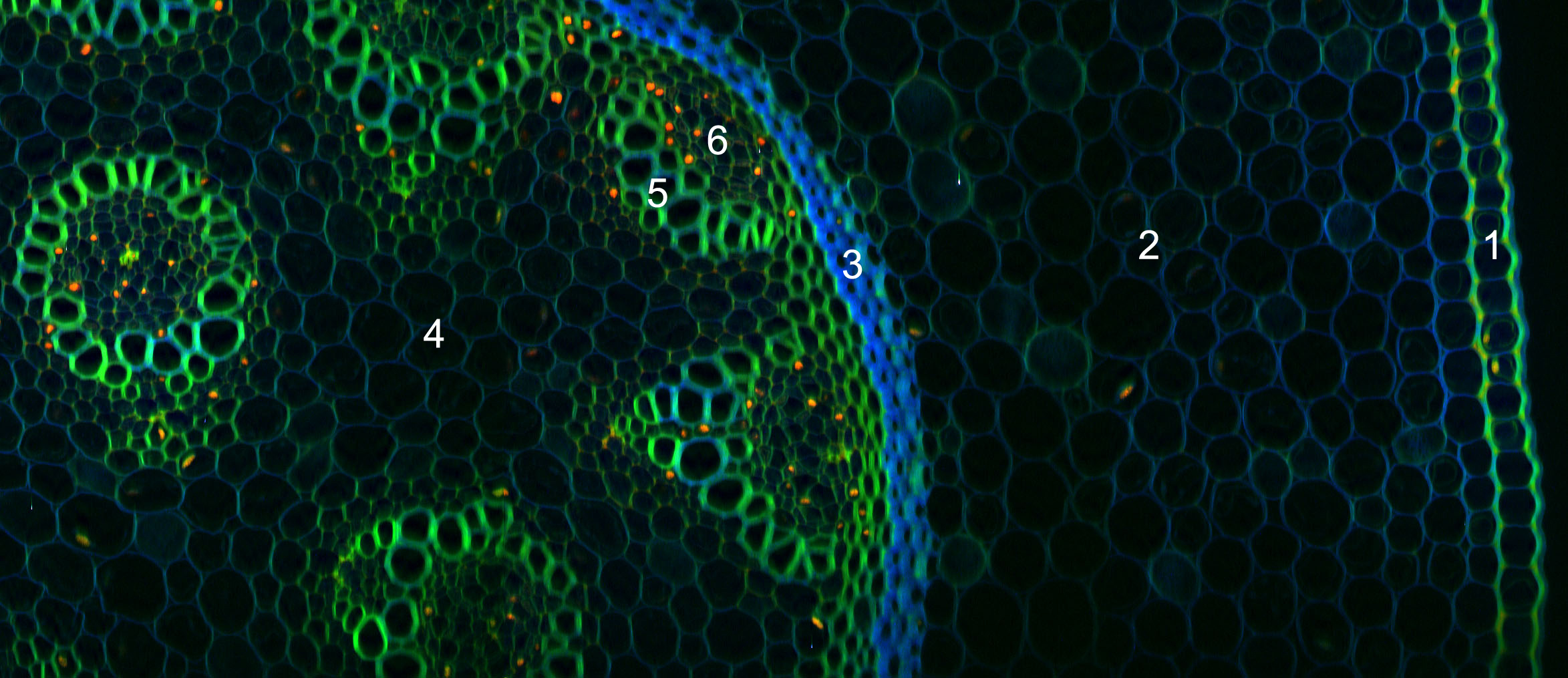
Rhizom des Maiglöckchens, Querschnitt, Fluoreszenzfärbung

Ein Rhizom (altgriechisch ῥίζωμα rhizoma, deutsch ‚Eingewurzeltes‘) ist in der Botanik ein meist unterirdisch oder dicht über dem Boden wachsendes Sprossachsensystem („Erdspross“). Aufgrund der meist unterirdischen Lage und der zahlreichen sprossbürtigen Wurzeln wird es oft auch Wurzelstock genannt.

## Aufbau und Funktion
Das Rhizom ist eine meist unterirdische und horizontal wachsende Sprossachse, die von vielen krautigen Pflanzen ausgebildet wird. Es weist typische Merkmale des Sprosssystems, jedoch keine Wurzelmerkmale auf. Es bildet kurze, verdickte Internodien, Blattnarben und eine mit dem Spross identische Leitbündelanordnung. Wurzeln bilden sich sprossbürtig. Blätter werden als schuppige Niederblätter angelegt und dienen oft der Speicherung von Reservestoffen (insbesondere Stärke), wodurch das Rhizom von der Pflanze auch zur Überwinterung im Boden genutzt werden kann.
Das Rhizom als Teil einer Heilpflanze (Rhizoma) kann zur Herstellung pharmazeutischer Drogen verwendet werden.

## Beispiele
Typische Rhizome bilden beispielsweise Giersch, Rhododendron, Buschwindröschen, Adlerfarn und Maiglöckchen aus. Weitere Beispiele sind Färberkrapp, Schachtelhalm, Zypergras, Bambus und viele weitere Gräser, viele Iris-Arten, Blumenrohr (Canna) oder Spargel, die essbaren Rhizome Ingwer, Wasabi, Gelbwurzel (Kurkuma), Lotus, Galgant, die Arzneien Nieswurz und Veilchenwurzel sowie die invasiven Neophyten Chinaschilf, Weltengrün, Staudenknöterich. Efeu und Bambus bilden aus gärtnerischer Sicht besonders aggressive Rhizome.

## Rhizomteilung

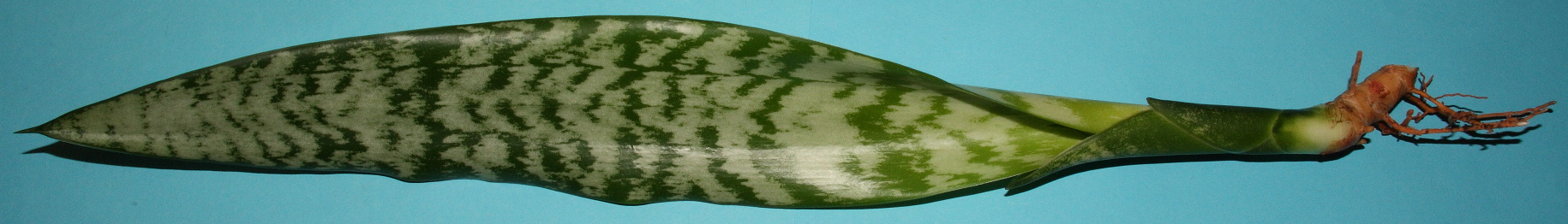
Rhizomstück mit Trieb von Sansevieria trifasciata

In der gärtnerischen Praxis können Pflanzen, die ein Rhizom ausbilden, leicht vegetativ vermehrt werden. Die Sprossachse wird mit einem scharfen Messer in mehrere kurze Stücke geteilt, aus deren Knospen wieder ganze Pflanzen wachsen können. Diese gärtnerische Technik ist nicht zu verwechseln mit der Stockteilung.